# دانيال غونتر
دانيال غونتر (بالألمانية: Daniel Günther)‏ (مواليد 24 يوليو 1973 في كيل)، سياسي ألماني ينتمي إلى الاتحاد الديمقراطي المسيحي (CDU). يشغل منذ 28 يونيو 2017 منصب رئيس وزراء شليسفيغ هولشتاين. من 1 نوفمبر 2018 وحتى 31 أكتوبر 2019 شغل منصب رئيس البوندسرات.

## روابط خارجية
- دانيال غونتر على موقع مونزينجر (الألمانية)